# Sea Adventurer
Ocean Adventurer (до 1997 года Алла Тарасова, Clipper Adventurer, Sea Adventurer) — двухпалубное пассажирское судно класса Мария Ермолова, построенное по советскому заказу на верфи Titovo Brodogradiliste в Кральевице (Югославия) в 1975 году и переклассифицированное после перестройки в Швеции в 1998 году в круизное судно. Судно было названо в честь советской актрисы, народной артистки СССР Аллы Тарасовой.

## История

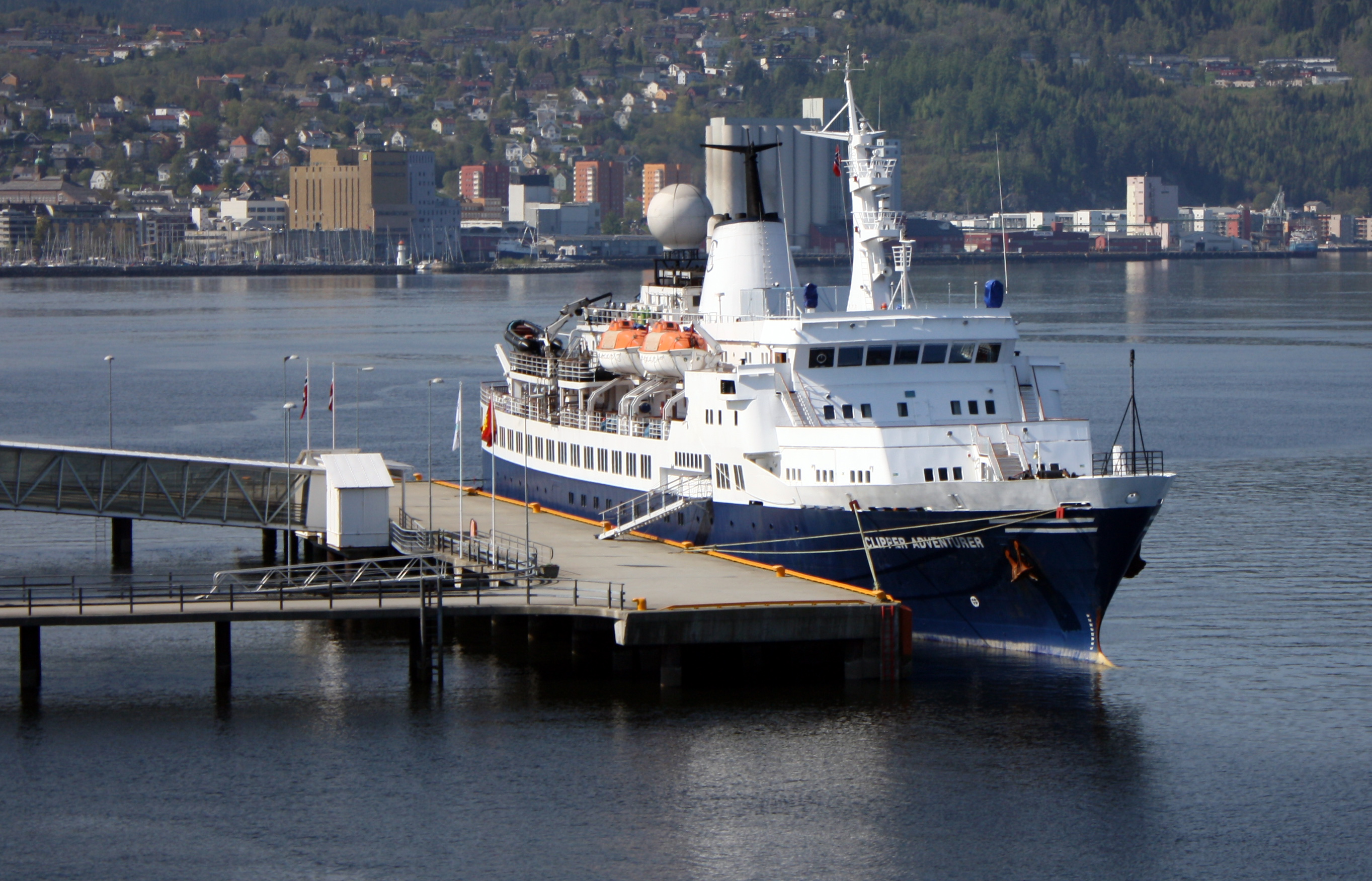
Clipper Adventurer в порту Трондхейма 23 мая 2012 года

Судно под заводским номером 408 было построено на югославской верфи Titovo Brodogradiliste в хорватской Кральевице и передано советскому заказчику в 1975 году. Первоначально собственником судна стало ГП Мурманское морское пароходство ММФ СССР, преобразованное в 1992 году в ОАО Мурманское морское пароходство, продавшее судно западным судовладельцам, которые перестроили судно на датской верфи Fredericia Skibsværft в Фредерисии. В июне 1997 года судно было переименовано в Clipper Adventurer и получило прописку на Багамах, в 1998 году на судне был поднят багамский флаг и бессменным портом приписки стал Нассау. Clipper Adventurer совершает круизы в полярные районы Земли. В настоящее время судно имеет название Ocean Adventurer.

## На борту
После перестройки количество пассажирских мест сократилось до 122.

## Происшествия

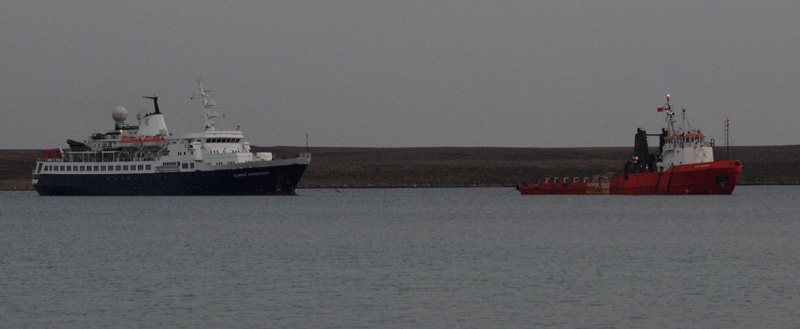
Alex Gordon буксирует повреждённый Clipper Adventurer в Кеймбридж-Бей

27 августа 2010 года Clipper Adventurer сел на мель в заливе Коронейшн, на севере канадской арктической территории Нунавут.
 
Судно получило крен на правый борт, но корпус повреждён не был. На помощь подоспел ледокол Канадской береговой охраны Amundsen. Всего на борту судна, следовавшего из Порт-Эпуорт (Port Epworth) в эскимосскую деревню Куглуктук, находились 118 человек вместе с членами экипажа. В то время как пассажиров эвакуировали, экипаж остался на борту судна и 18 октября 2010 года судно было успешно отбуксировано в Кеймбридж-Бей.